# Резановская волость
Резановская волость — административно-территориальная единица Стерлитамакского уезда Уфимской губернии в XIX—XX веках.

## Состав
В состав Резановской волости входили следующие населённые пункты:
- Аделаидовка (Бухвостово тож)]], д.
- Амбразанцева, д.
- Барятина, д.
- Бирюказганова, д.
- Ивановка тамбовка, д.
- Косяковка, д.
- Кучербаева, д.
- Левашово, с.
- Маршановка, д
- Марьевка, д.
- Михайловка, д
- Мукатаева (Березовка тож), д. = Берёзовка (Стерлитамакский район)?
- Ново-Дмитриевка
- Новая-Слободка (Орловка тож), д.
- Новогригорьевка, д.
- Новоселка Отрада
- Петровка, д.
- Преображеновка (Кунакбаева тож), д.
- Преображеновка, д.
- Резанова, с.
- Старая Александровка, д.
- Татарский Куганак, д.
- Черкасский Куганак, д.
- Чуваш, д.